# Critical Mess

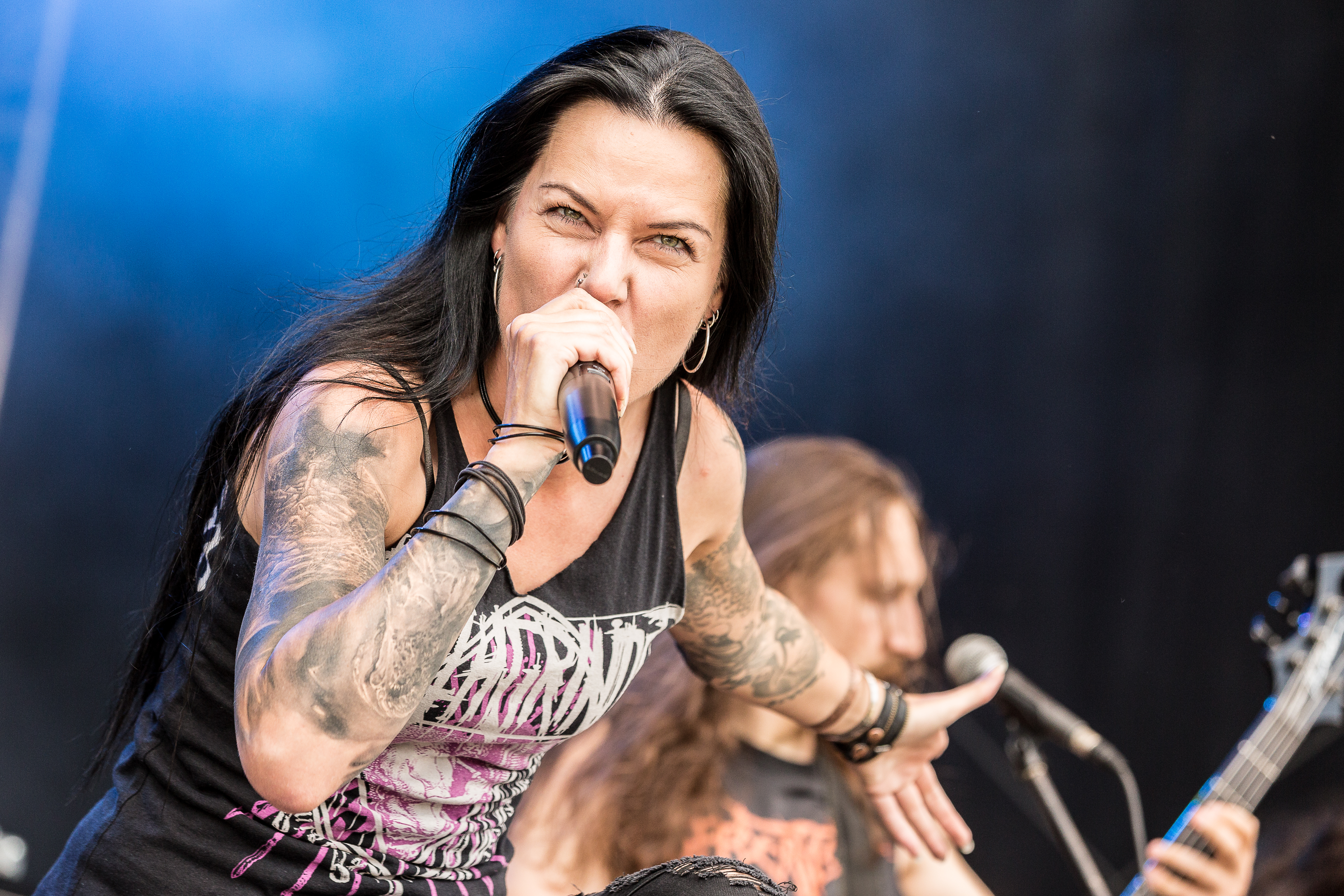
Critical Mess auf dem Metal Frenzy 2019 in Gardelegen, Deutschland

Critical Mess war eine deutsche Death-Metal-Band aus Hannover, die 2012 gegründet und 2023 aufgelöst wurde.

## Geschichte
Die Band wurde im Februar 2012 gegründet. Nachdem sich die Besetzung in den folgenden Jahren mehrfach verändert hatte, festigte sich diese im Jahr 2016. Die Gruppe bestand nun aus dem Bassisten Christian „Lommer“ Wiesener, dem Schlagzeuger Benjamin „Benny“ Komatitsch, den Gitarristen Marco „Elmo“ Evers und Marco Schauff und der Sängerin Britta Görtz. Daraufhin wurde der Name Critical Mess gewählt. Im März 2018 erschien daraufhin über Metalville das Debütalbum Human Præy. Auf dem Album ist ein Gitarren-Solo von Jeff Waters zu hören. Im Mai und Juni spielte die Band zusammen mit Six Feet Under und im September und Oktober zusammen mit Sinsaenum und Hatesphere in Europa. Im Juni 2019 schloss sich unter dem Namen Man Made Machine Made Man das zweite Album an. Im Juli des Jahres war die Band auf den Metaldays in Slowenien und im August auf dem Wacken Open Air zu sehen.
Ende 2022 kündigte die Band an, sich Mitte 2023 auflösen zu wollen. Als Begründung wurden die Auswirkungen der COVID-19-Pandemie auf Privatleben und Zusammenarbeit der Bandmitglieder angeführt. Am 8. Juli 2023 fand das Abschiedskonzert in Hannover statt.

## Stil
Im Interview mit Andreas Schiffmann vom Rock Hard gaben Christian „Lommer“ Wiesener und Britta Görtz an, dass der Albumtitel Human Præy eine Mischung aus den englischen Worten „prey“ (Beute) und „pray“ (beten) sei. Religion sei ein rein menschliches Phänomen, während der Beuteaspekt den Menschen auf die tierische Ebene stelle. Das Lied Pansperm handele davon, dass das irdische Leben aus dem Weltall stamme und sei durch den Film Prometheus – Dunkle Zeichen inspiriert. Drei Ausgaben zuvor hatte Patrick Schmidt das Album rezensiert und ordnete es dem Death Metal zu, der sich vor allem durch seine Brutalität definiere. Die Songs seien vehement, jedoch fehle es an Lockerheit. Das Liedmaterial sei gleichförmig und lasse kaum Raum zur Entfaltung. Die Sängerin Görtz wende gutturalen Gesang an, komme jedoch kaum gegen die „Soundwand“ der anderen Instrumente an. Schiffmann schrieb in seiner Rezension zu Man Made Machine Made Man auf musikreviews.de, dass sich die Band hierauf „so schnoddrig und unangepasst wie seit Beginn ihrer Karriere“ zeigt und fasste die Musik als modernen Death Metal zusammen. Jedoch gebe sich die Band etwas spektakulärer als zuvor, da man sich unter anderem teilweise dem Grindcore im Stil von Napalm Death annähere. Gelegentlich seien auch Gemeinsamkeiten zu Bolt Thrower hörbar und es seien manchmal leichte Einflüsse aus dem Thrash Metal zu verzeichnen.

## Diskografie
- 2018: Human Præy (Album, Metalville)
- 2019: Man Made Machine Made Man (Album, Metalville)